# グルーヴィー・エアー
株式会社グルーヴィー・エアー（英: Groovy Air Corporation）は日本の芸能事務所、及び環境商材販売事務所。

## 概説
2006年7月7日に柗本兼市が設立。2008年に滝沢カレンがファッション雑誌『セブンティーン』（集英社）の専属モデルオーディションでグランプリを受賞したのを機に公式HPが立ち上げられた。
2014年7月7日より、ジョキンメイト等の環境商材の販売も開始する。

## 所属タレント

### 女性
- たかはしゆい
- 河端佳代
- 仲原由里子
- 惠
- 小島美香
- 早崎ひかり
- 黒木希帆
- 佐野帆波
- ひかる
- さいとうみき
- みんかずき

### 男性
- 田所康人
- 原浩太

### スポーツトレーナー・スーパーバイザー
- 多々納敦

### 絵本作家
- えんどうみなみ

### 過去の所属者
- 日向崇
- 滝沢カレン

## 環境商材
- ジョキンメイト
- PCK